# Puchar Rosji w piłce siatkowej mężczyzn (2020)
Puchar Rosji w piłce siatkowej mężczyzn 2020 (ros. Кубок России по волейболу среди мужчин 2020, Kubok Rossii po wolejbołu sriedi mużczin 2020) – 28. sezon rozgrywek o siatkarski Puchar Rosji zorganizowany przez Ogólnorosyjską Federację Piłki Siatkowej. Zainaugurowany został 7 września 2020 roku.
Ze względu na sytuację związaną z pandemią COVID-19 w rozgrywkach o Puchar Rosji 2020 brały udział wyłącznie kluby z Superligi. Rozgrywki składały się z fazy kwalifikacyjnej, fazy półfinałowej oraz turnieju finałowego.
Turniej finałowy rozegrany został w dniach 25–26 grudnia 2020 roku w Sibur Arienie w Petersburgu. Po raz trzeci Puchar Rosji zdobył klub Dinamo Moskwa. W finale pokonał Zenit Petersburg. MVP finału wybrany został Pawieł Pankow.
Puchar Rosji 2020 poświęcony był pamięci siatkarza Konstantina Riewy.

## System rozgrywek
Puchar Rosji 2020 składa się z fazy kwalifikacyjnej, fazy półfinałowej oraz turnieju finałowego. Ze względu na sytuację związaną z pandemią COVID-19 w rozgrywkach uczestniczą wyłącznie kluby grające w Superlidze.
W fazie kwalifikacyjnej 14 drużyn podzielonych zostaje na zasadzie położenia geograficznego na trzy grupy. Do dwóch grup trafia po 5 drużyn, natomiast do jednej – 4 drużyny. W ramach grup drużyny rozgrywają między sobą po dwa spotkania. Do fazy półfinałowej awans uzyskują wszystkie drużyny poza zespołem z ostatniego miejsca w grupie z najgorszym bilansem. Po fazie kwalifikacyjnej jedna z drużyn wybrana zostaje na gospodarza turnieju finałowego i uzyskuje bezpośredni awans do półfinału.
W fazie półfinałowej 12 drużyn trafia do trzech grup na podstawie miejsc zajętych w Superlidze w sezonie 2019/2020 za pomocą tzw. systemu serpentyny. Każda z grup składa się z czterech zespołów. W grupach drużyny rozgrywają między sobą jedno spotkanie. Do turnieju finałowego awans uzyskują zwycięzcy poszczególnych grup.
W ramach turnieju finałowego odbywają się półfinały i finał. Pary półfinałowe powstają w drodze losowania. Zwycięzcy meczów półfinałowych rozgrywają mecz finałowy o Puchar Rosji. Nie jest grany mecz o 3. miejsce.
| Grupa A | Grupa B                                      | Grupa C                                      |
| --- | -------------------------------------------- | -------------------------------------------- |
| 1. miejsce w Superlidze w sezonie 2019/2020 | 2. miejsce w Superlidze w sezonie 2019/2020  | 3. miejsce w Superlidze w sezonie 2019/2020  |
| 7. miejsce w Superlidze w sezonie 2019/2020 | 6. miejsce w Superlidze w sezonie 2019/2020  | 4. miejsce w Superlidze w sezonie 2019/2020  |
| 8. miejsce w Superlidze w sezonie 2019/2020 | 9. miejsce w Superlidze w sezonie 2019/2020  | 10. miejsce w Superlidze w sezonie 2019/2020 |
| 13. miejsce w Superlidze w sezonie 2019/2020 | 12. miejsce w Superlidze w sezonie 2019/2020 | 11. miejsce w Superlidze w sezonie 2019/2020 |
| Uwaga: Zenit Petersburg, który zajął 5. miejsce w Superlidze w sezonie 2019/2020, uzyskał automatyczny awans do półfinału jako gospodarz turnieju finałowego. |                                              |                                              |

## Drużyny uczestniczące
| Superliga 14 drużyn           | Superliga 14 drużyn |
| ----------------------------- | ------------------- |
| ASK Niżny Nowogród            | faza półfinałowa    |
| Biełogorje Biełgorod          | faza półfinałowa    |
| Dinamo Moskwa                 | zwycięstwo          |
| Dinamo-LO Sosnowy Bór         | faza półfinałowa    |
| Fakieł Nowy Urengoj           | faza półfinałowa    |
| Gazprom-Jugra Surgut          | faza półfinałowa    |
| Jenisiej Krasnojarsk          | faza półfinałowa    |
| Jugra-Samotłor Niżniewartowsk | faza półfinałowa    |
| Kuzbass Kemerowo              | faza półfinałowa    |
| Lokomotiw Nowosybirsk         | półfinał            |
| Nieftjanik Orenburg           | faza kwalifikacyjna |
| Ural Ufa                      | faza półfinałowa    |
| Zenit Kazań                   | półfinał            |
| Zenit Petersburg              | finał               |

## Rozgrywki

### Faza kwalifikacyjna
awans do fazy półfinałowej
     gospodarz turnieju finałowego

#### Grupa 1
Tabela
| Lp. | Drużyna                       | Mecze | Mecze   | Mecze   | Pkt | Sety | Sety | Sety  | Małe punkty | Małe punkty | Małe punkty |
| Lp. | Drużyna                       | M     | W (3:2) | P (2:3) | Pkt | wyg. | prz. | ratio | zdob.       | str.        | ratio       |
| --- | ----------------------------- | ----- | ------- | ------- | --- | ---- | ---- | ----- | ----------- | ----------- | ----------- |
| 1   | Kuzbass Kemerowo              | 8     | 8 (2)   | 0 (0)   | 22  | 24   | 8    | 3.000 | 745         | 646         | 1.153       |
| 2   | Lokomotiw Nowosybirsk         | 8     | 6 (2)   | 2 (0)   | 16  | 19   | 11   | 1.727 | 692         | 623         | 1.111       |
| 3   | Jenisiej Krasnojarsk          | 8     | 3 (0)   | 5 (2)   | 11  | 15   | 17   | 0.882 | 710         | 706         | 1.006       |
| 4   | Jugra-Samotłor Niżniewartowsk | 8     | 3 (1)   | 5 (1)   | 9   | 13   | 18   | 0.722 | 658         | 708         | 0.929       |
| 5   | Gazprom-Jugra Surgut          | 8     | 0 (0)   | 8 (2)   | 2   | 7    | 24   | 0.292 | 625         | 747         | 0.837       |

Źródło: ВФВ (ros.)
Punktacja: 3:0 i 3:1 – 3 pkt; 3:2 – 2 pkt; 2:3 – 1 pkt; 1:3 i 0:3 – 0 pkt
Zasady ustalania kolejności: 1. liczba zwycięstw; 2. liczba punktów; 3. stosunek setów; 4. stosunek małych punktów; 5. bilans w bezpośrednich meczach
Wyniki spotkań
Krasnojarsk
| 07.09.2020 | Jenisiej Krasnojarsk | 1:3 (25:23, 17:25, 18:25, 21:25) | Kuzbass Kemerowo |  |

| 07.09.2020 | Gazprom-Jugra Surgut | 0:3 (13:25, 20:25, 23:25) | Lokomotiw Nowosybirsk |  |

| 08.09.2020 | Jenisiej Krasnojarsk | 3:0 (25:14, 25:12, 25:23) | Jugra-Samotłor Niżniewartowsk |  |

| 08.09.2020 | Lokomotiw Nowosybirsk | 0:3 (19:25, 19:25, 20:25) | Kuzbass Kemerowo |  |

| 09.09.2020 | Jenisiej Krasnojarsk | 3:1 (25:23, 25:17, 23:25, 25:22) | Gazprom-Jugra Surgut |  |

| 09.09.2020 | Kuzbass Kemerowo | 3:1 (25:16, 25:20, 24:26, 25:22) | Jugra-Samotłor Niżniewartowsk |  |

| 10.09.2020 | Lokomotiw Nowosybirsk | 3:0 (25:21, 25:19, 25:19) | Jugra-Samotłor Niżniewartowsk |  |

| 10.09.2020 | Kuzbass Kemerowo | 3:1 (25:21, 25:15, 23:25, 25:21) | Gazprom-Jugra Surgut |  |

| 11.09.2020 | Jenisiej Krasnojarsk | 2:3 (17:25, 25:22, 25:22, 23:25, 17:19) | Lokomotiw Nowosybirsk |  |

| 11.09.2020 | Gazprom-Jugra Surgut | 0:3 (14:25, 21:25, 23:25) | Jugra-Samotłor Niżniewartowsk |  |

Nowosybirsk
| 16.09.2020 | Lokomotiw Nowosybirsk | 3:1 (25:21, 25:21, 23:25, 25:22) | Jugra-Samotłor Niżniewartowsk |  |

| 16.09.2020 | Jenisiej Krasnojarsk | 2:3 (19:25, 25:21, 22:25, 25:20, 6:15) | Kuzbass Kemerowo |  |

| 17.09.2020 | Lokomotiw Nowosybirsk | 3:0 (25:17, 25:19, 25:19) | Jenisiej Krasnojarsk |  |

| 17.09.2020 | Kuzbass Kemerowo | 3:0 (25:17, 25:21, 25:20) | Gazprom-Jugra Surgut |  |

| 18.09.2020 | Kuzbass Kemerowo | 3:2 (25:11, 16:25, 20:25, 25:23, 15:11) | Jugra-Samotłor Niżniewartowsk |  |

| 18.09.2020 | Jenisiej Krasnojarsk | 3:1 (25:15, 29:31, 25:15, 26:24) | Gazprom-Jugra Surgut |  |

| 19.09.2020 | Lokomotiw Nowosybirsk | 3:2 (22:25, 25:14, 25:14, 20:25, 15:11) | Gazprom-Jugra Surgut |  |

| 19.09.2020 | Jenisiej Krasnojarsk | 1:3 (25:18, 21:25, 23:25, 23:25) | Jugra-Samotłor Niżniewartowsk |  |

| 20.09.2020 | Lokomotiw Nowosybirsk | 1:3 (23:25, 23:25, 25:18, 20:25) | Kuzbass Kemerowo |  |

| 20.09.2020 | Gazprom-Jugra Surgut | 2:3 (18:25, 24:26, 25:21, 25:22, 18:20) | Jugra-Samotłor Niżniewartowsk |  |

#### Grupa 2
Tabela
| Lp. | Drużyna               | Mecze | Mecze   | Mecze   | Pkt | Sety | Sety | Sety   | Małe punkty | Małe punkty | Małe punkty |
| Lp. | Drużyna               | M     | W (3:2) | P (2:3) | Pkt | wyg. | prz. | ratio  | zdob.       | str.        | ratio       |
| --- | --------------------- | ----- | ------- | ------- | --- | ---- | ---- | ------ | ----------- | ----------- | ----------- |
| 1   | Dinamo Moskwa         | 4     | 4 (0)   | 0 (0)   | 12  | 12   | 1    | 12.000 | 322         | 269         | 1.197       |
| 2   | Biełogorje Biełgorod  | 3     | 2 (0)   | 1 (0)   | 6   | 6    | 4    | 1.500  | 223         | 205         | 1.088       |
| 3   | Fakieł Nowy Urengoj   | 4     | 2 (0)   | 2 (0)   | 6   | 7    | 7    | 1.000  | 314         | 306         | 1.026       |
| 4   | Zenit Petersburg      | 2     | 0 (0)   | 2 (0)   | 0   | 1    | 6    | 0.167  | 154         | 175         | 0.880       |
| 5   | Dinamo-LO Sosnowy Bór | 3     | 0 (0)   | 3 (0)   | 0   | 1    | 9    | 0.111  | 187         | 245         | 0.763       |

Źródło: ВФВ (ros.)
Punktacja: 3:0 i 3:1 – 3 pkt; 3:2 – 2 pkt; 2:3 – 1 pkt; 1:3 i 0:3 – 0 pkt
Zasady ustalania kolejności: 1. liczba zwycięstw; 2. liczba punktów; 3. stosunek setów; 4. stosunek małych punktów; 5. bilans w bezpośrednich meczach
Wyniki spotkań
Moskwa
| 07.09.2020 | Dinamo Moskwa | 3:0 (25:22, 25:21, 25:20) | Dinamo-LO Sosnowy Bór |  |

| 07.09.2020 | Zenit Petersburg | 0:3 (20:25, 26:28, 19:25) | Fakieł Nowy Urengoj |  |

| 08.09.2020 | Dinamo Moskwa | 3:1 (22:25, 25:21, 25:21, 25:22) | Zenit Petersburg |  |

| 08.09.2020 | Fakieł Nowy Urengoj | 1:3 (22:25, 25:20, 12:25, 18:25) | Biełogorje Biełgorod |  |

| 09.09.2020 | Dinamo Moskwa | 3:0 (25:19, 25:20, 25:14) | Biełogorje Biełgorod |  |

| 10.09.2020 | Dinamo Moskwa | 3:0 (25:23, 25:21, 25:20) | Fakieł Nowy Urengoj |  |

| 10.09.2020 | Dinamo-LO Sosnowy Bór | 0:3 (22:25, 18:25, 13:25) | Biełogorje Biełgorod |  |

| 11.09.2020 | Fakieł Nowy Urengoj | 3:1 (25:13, 20:25, 25:13, 25:20) | Dinamo-LO Sosnowy Bór |  |

Uwagi:
- 9 września w klubie Zenit Petersburg wykryto przypadki zarażenia wirusem SARS-CoV-2. Z tego względu wszystkie dalsze mecze tej drużyny, a także wszystkie spotkania drugiej rundy grupy 2, które miały odbyć się w Petersburgu, zostały odwołane.
- Zenit Petersburg wybrany został gospodarzem turnieju finałowego Pucharu Rosji, z tego względu uzyskał bezpośredni awans do półfinału.

#### Grupa 3
Tabela
| Lp. | Drużyna             | Mecze | Mecze   | Mecze   | Pkt | Sety | Sety | Sety  | Małe punkty | Małe punkty | Małe punkty |
| Lp. | Drużyna             | M     | W (3:2) | P (2:3) | Pkt | wyg. | prz. | ratio | zdob.       | str.        | ratio       |
| --- | ------------------- | ----- | ------- | ------- | --- | ---- | ---- | ----- | ----------- | ----------- | ----------- |
| 1   | Ural Ufa            | 6     | 5 (1)   | 1 (1)   | 15  | 17   | 7    | 2.429 | 578         | 532         | 1.086       |
| 2   | Zenit Kazań         | 6     | 5 (1)   | 1 (0)   | 14  | 16   | 6    | 2.667 | 546         | 495         | 1.103       |
| 3   | ASK Niżny Nowogród  | 6     | 2 (0)   | 4 (1)   | 7   | 9    | 13   | 0.692 | 499         | 495         | 1.008       |
| 4   | Nieftjanik Orenburg | 6     | 0 (0)   | 6 (0)   | 0   | 2    | 18   | 0.111 | 412         | 513         | 0.803       |

Źródło: ВФВ (ros.)
Punktacja: 3:0 i 3:1 – 3 pkt; 3:2 – 2 pkt; 2:3 – 1 pkt; 1:3 i 0:3 – 0 pkt
Zasady ustalania kolejności: 1. liczba zwycięstw; 2. liczba punktów; 3. stosunek setów; 4. stosunek małych punktów; 5. bilans w bezpośrednich meczach
Wyniki spotkań
Ufa
| 07.09.2020 | Ural Ufa | 3:0 (25:15, 25:15, 25:21) | Nieftjanik Orenburg |  |

| 07.09.2020 | ASK Niżny Nowogród | 1:3 (18:25, 25:22, 22:25, 22:25) | Zenit Kazań |  |

| 08.09.2020 | Ural Ufa | 2:3 (29:27, 20:25, 22:25, 25:21, 20:22) | Zenit Kazań |  |

| 08.09.2020 | Nieftjanik Orenburg | 1:3 (29:27, 18:25, 25:27, 19:25) | ASK Niżny Nowogród |  |

| 09.09.2020 | Ural Ufa | 3:0 (25:21, 25:23, 25:21) | ASK Niżny Nowogród |  |

| 09.09.2020 | Zenit Kazań | 3:0 (25:15, 25:22, 28:26) | Nieftjanik Orenburg |  |

Kazań
| 16.09.2020 | Zenit Kazań | 3:0 (25:19, 25:21, 25:19) | Nieftjanik Orenburg |  |

| 16.09.2020 | Ural Ufa | 3:2 (25:17, 17:25, 20:25, 25:22, 15:13) | ASK Niżny Nowogród |  |

| 17.09.2020 | Zenit Kazań | 1:3 (27:29, 25:19, 19:25, 29:31) | Ural Ufa |  |

| 17.09.2020 | Nieftjanik Orenburg | 0:3 (16:25, 15:25, 23:25) | ASK Niżny Nowogród |  |

| 18.09.2020 | ASK Niżny Nowogród | 0:3 (19:25, 23:25, 24:26) | Zenit Kazań |  |

| 18.09.2020 | Ural Ufa | 3:1 (25:21, 31:33, 25:23, 25:17) | Nieftjanik Orenburg |  |

### Faza półfinałowa
awans do turnieju finałowego

#### Grupa A
Tabela
| Lp. | Drużyna                       | Mecze | Mecze   | Mecze   | Pkt | Sety | Sety | Sety  | Małe punkty | Małe punkty | Małe punkty |
| Lp. | Drużyna                       | M     | W (3:2) | P (2:3) | Pkt | wyg. | prz. | ratio | zdob.       | str.        | ratio       |
| --- | ----------------------------- | ----- | ------- | ------- | --- | ---- | ---- | ----- | ----------- | ----------- | ----------- |
| 1   | Lokomotiw Nowosybirsk         | 2     | 1 (0)   | 1 (1)   | 4   | 5    | 3    | 1.667 | 174         | 154         | 1.130       |
| 2   | Jugra-Samotłor Niżniewartowsk | 2     | 1 (0)   | 1 (0)   | 3   | 3    | 4    | 0.750 | 149         | 166         | 0.898       |
| 3   | Biełogorje Biełgorod          | 2     | 1 (1)   | 1 (0)   | 2   | 4    | 5    | 0.800 | 194         | 197         | 0.985       |

Źródło: ВФВ (ros.)
Punktacja: 3:0 i 3:1 – 3 pkt; 3:2 – 2 pkt; 2:3 – 1 pkt; 1:3 i 0:3 – 0 pkt
Zasady ustalania kolejności: 1. liczba zwycięstw; 2. liczba punktów; 3. stosunek setów; 4. stosunek małych punktów; 5. bilans w bezpośrednich meczach
Wyniki spotkań
Chanty-Mansyjsk
| 09.11.2020 | Lokomotiw Nowosybirsk | 3:0 (25:21, 25:15, 25:15) | Jugra-Samotłor Niżniewartowsk |  |

| 10.11.2020 | Jugra-Samotłor Niżniewartowsk | 3:1 (22:25, 26:24, 25:23, 25:19) | Biełogorje Biełgorod |  |

| 11.11.2020 | Biełogorje Biełgorod | 3:2 (19:25, 19:25, 25:18, 25:20, 15:11) | Lokomotiw Nowosybirsk |  |

Uwaga:
- Ze względu na wykrycie przypadków zarażenia się wirusem SARS-CoV-2 w Jenisieju Krasnojarsk, klub ten nie mógł wystartować w fazie półfinałowej.

#### Grupa B
Tabela
| Lp. | Drużyna              | Mecze | Mecze   | Mecze   | Pkt | Sety | Sety | Sety  | Małe punkty | Małe punkty | Małe punkty |
| Lp. | Drużyna              | M     | W (3:2) | P (2:3) | Pkt | wyg. | prz. | ratio | zdob.       | str.        | ratio       |
| --- | -------------------- | ----- | ------- | ------- | --- | ---- | ---- | ----- | ----------- | ----------- | ----------- |
| 1   | Zenit Kazań          | 3     | 3 (0)   | 0 (0)   | 9   | 9    | 2    | 4.500 | 270         | 224         | 1.205       |
| 2   | Fakieł Nowy Urengoj  | 3     | 2 (1)   | 1 (0)   | 5   | 7    | 5    | 1.400 | 265         | 240         | 1.104       |
| 3   | Ural Ufa             | 3     | 1 (0)   | 2 (1)   | 4   | 6    | 6    | 1.000 | 257         | 275         | 0.935       |
| 4   | Gazprom-Jugra Surgut | 3     | 0 (0)   | 3 (0)   | 0   | 0    | 9    | 0.000 | 173         | 226         | 0.765       |

Źródło: ВФВ (ros.)
Punktacja: 3:0 i 3:1 – 3 pkt; 3:2 – 2 pkt; 2:3 – 1 pkt; 1:3 i 0:3 – 0 pkt
Zasady ustalania kolejności: 1. liczba zwycięstw; 2. liczba punktów; 3. stosunek setów; 4. stosunek małych punktów; 5. bilans w bezpośrednich meczach
Wyniki spotkań
Kazań
| 06.11.2020 | Zenit Kazań | 3:1 (25:22, 27:29, 25:18, 25:19) | Ural Ufa |  |

| 06.11.2020 | Fakieł Nowy Urengoj | 3:0 (25:16, 25:20, 25:18) | Gazprom-Jugra Surgut |  |

| 07.11.2020 | Ural Ufa | 2:3 (25:22, 18:25, 17:25, 26:24, 7:15) | Fakieł Nowy Urengoj |  |

| 07.11.2020 | Gazprom-Jugra Surgut | 0:3 (18:25, 17:25, 22:25) | Zenit Kazań |  |

| 08.11.2020 | Fakieł Nowy Urengoj | 1:3 (19:25, 25:18, 17:25, 18:25) | Zenit Kazań |  |

| 08.11.2020 | Gazprom-Jugra Surgut | 0:3 (24:26, 20:25, 18:25) | Ural Ufa |  |

#### Grupa C
Tabela
| Lp. | Drużyna            | Mecze | Mecze   | Mecze   | Pkt | Sety | Sety | Sety  | Małe punkty | Małe punkty | Małe punkty |
| Lp. | Drużyna            | M     | W (3:2) | P (2:3) | Pkt | wyg. | prz. | ratio | zdob.       | str.        | ratio       |
| --- | ------------------ | ----- | ------- | ------- | --- | ---- | ---- | ----- | ----------- | ----------- | ----------- |
| 1   | Dinamo Moskwa      | 2     | 2 (1)   | 0 (0)   | 5   | 6    | 2    | 3.000 | 181         | 159         | 1.138       |
| 2   | Kuzbass Kemerowo   | 2     | 1 (0)   | 1 (1)   | 4   | 5    | 3    | 1.667 | 183         | 169         | 1.083       |
| 3   | ASK Niżny Nowogród | 2     | 0 (0)   | 2 (0)   | 0   | 0    | 6    | 0.000 | 122         | 158         | 0.772       |

Źródło: ВФВ (ros.)
Punktacja: 3:0 i 3:1 – 3 pkt; 3:2 – 2 pkt; 2:3 – 1 pkt; 1:3 i 0:3 – 0 pkt
Zasady ustalania kolejności: 1. liczba zwycięstw; 2. liczba punktów; 3. stosunek setów; 4. stosunek małych punktów; 5. bilans w bezpośrednich meczach
Wyniki spotkań
Moskwa
| 01.12.2020 | Dinamo Moskwa | 3:0 (27:25, 25:17, 25:15) | ASK Niżny Nowogród |  |

| 02.12.2020 | Dinamo Moskwa | 3:2 (25:21, 25:23, 20:25, 19:25, 15:8) | Kuzbass Kemerowo |  |

| 03.12.2020 | Kuzbass Kemerowo | 3:0 (25:16, 31:29, 25:20) | ASK Niżny Nowogród |  |

Uwaga:
- Ze względu na wykrycie przypadków zarażenia się wirusem SARS-CoV-2 w klubie Dinamo-LO Sosnowy Bór, nie mógł on wystartować w fazie półfinałowej.

### Turniej finałowy

#### Drabinka
|  |                       |                       |                  |                  |   |               |               |       |
|  | Półfinał              | Półfinał              | Półfinał         |                  |   | Finał         | Finał         | Finał |
|  | Półfinał              | Półfinał              | Półfinał         |                  |   | Finał         | Finał         | Finał |
|  |                       |                       |                  |                  |   |               |               |       |
|  |                       |                       |                  |                  |   |               |               |       |
|  | Lokomotiw Nowosybirsk | Lokomotiw Nowosybirsk | 2                |                  |   |               |               |       |
|  | Lokomotiw Nowosybirsk | Lokomotiw Nowosybirsk | 2                |                  |   |               |               |       |
|  | Dinamo Moskwa         | Dinamo Moskwa         | 3                |                  |   |               |               |       |
|  | Dinamo Moskwa         | Dinamo Moskwa         | 3                |                  |   | Dinamo Moskwa | Dinamo Moskwa | 3     |
|  |                       |                       |                  |                  |   | Dinamo Moskwa | Dinamo Moskwa | 3     |
|  |                       |                       | Zenit Petersburg | Zenit Petersburg | 0 |               |               |       |
|  | Zenit Petersburg      | Zenit Petersburg      | Zenit Petersburg | Zenit Petersburg | 0 | 3             |               |       |
|  | Zenit Petersburg      | Zenit Petersburg      |                  |                  |   |               |               |       |
|  | Zenit Kazań           | Zenit Kazań           | 2                |                  |   |               |               |       |
|  | Zenit Kazań           | Zenit Kazań           | 2                |                  |   |               |               |       |

#### Półfinały
| 25.12.2020 16:00 (UTC+3) | Lokomotiw Nowosybirsk | 2:3 (25:19, 25:14, 23:25, 19:25, 8:15) | Dinamo Moskwa | Sibur Ariena, Petersburg Widzów: 200 Sędziowie: Aleksandr Riabcow i Jewgienij Makszanow |

| 25.12.2020 19:00 (UTC+3) | Zenit Petersburg | 3:2 (20:25, 25:22, 25:22, 21:25, 17:15) | Zenit Kazań | Sibur Ariena, Petersburg Widzów: 460 Sędziowie: Władimir Olejnik i Andriej Zienowicz |

#### Finał
| 26.12.2020 19:00 (UTC+3) | Dinamo Moskwa | 3:0 (25:20, 25:21, 25:19) | Zenit Petersburg | Sibur Ariena, Petersburg Widzów: 980 Sędziowie: Andriej Zienowicz i Aleksandr Riabcow |